# امید مهرگان
امید مهرگان (زادهٔ ۱۳۵۸) مترجم، نویسنده و روزنامه‌نگار ایرانی است؛ که از اوایل دههٔ هشتاد در مباحثات حوزهٔ اندیشه حضور داشته‌است. وی چندین سال به عنوان نویسندهٔ صفحهٔ اندیشهٔ روزنامه شرق مشغول کار بوده‌است. وی جزو چهره‌های جریان نئومارکسیسم (چپ جدید) در ایران است.

## زندگی
امید مهرگان در سال ۱۳۷۶ در رشتهٔ مهندسی پتروشیمی وارد دانشگاه امیرکبیر شد اما درس خود را در این رشته نیمه‌کاره گذاشت و به ترجمه، ستون نویسی، مقاله‌نویسی و تدریس مشغول شد.
همچنین نخستین ترجمهٔ وی کتاب «زبان و تاریخ» (مجموعهٔ مقالاتی از والتر بنیامین) است که مستقیماً از آلمانی ترجمه شده‌است. این کتاب در سال ۱۳۸۱ منتشر شد اما بعدها خود مترجم نیز اعلام کرد که کار ضعیفی از آب درآمده‌است. در سال ۱۳۸۵ مقالات کتاب قبلی با کمی جرح و تعدیل و با کمک و ویراستاری مراد فرهادپور با نام عروسک و کوتوله منتشر شد. پس از آن وی به صورت جدی تر به ترجمهٔ متون فلسفی و تدریس در موسسات خصوصی پرداخت. پس از انتخابات سال هشتاد و هشت در ایران در پی دستگیری و محدود شدن فعالیت‌هایش برای ادامه تحصیل به آمریکا رفت. او بعدتر در رشتهٔ ادبیات آلمانی در دانشگاه جانز هاپکینز به تحصیل پرداخت و در مقطع کارشناسی ارشد این رشته فارغ‌التحصیل شد؛ وی ضمن تدریس در پاییز ۱۳۹۷ در دانشکدهٔ علوم انسانی همین دانشگاه ایالت مریلند آمریکا از پایان‌نامهٔ دکتری خود در رشتهٔ Intellectual History که بر فلسفه و ادبیات تمرکز دارد، دفاع کرد.
وی ترجمهٔ آثاری از لودویگ ویتگنشتاین، اسلاوی ژیژک، جورجو آگامبن، آلن بدیو، کارل اشمیت، والتر بنیامین، زیگموند فروید، هربرت مارکوزه، تئودور آدورنو و… در کارنامهٔ خود دارد.

## بازداشت
امید مهرگان به دنبال حوادث پس از انتخابات ریاست جمهوری ۱۳۸۸، در ۱۴ بهمن ۱۳۸۸، در خانهٔ خود دستگیر شد
و در ۲۹ بهمن ۱۳۸۸ پس از ۱۵ روز بازداشت، آزاد شد.

### برگردان
- دیالکتیک روشنگری؛ تئودور آدورنو، ماکس هورکهایمر. برگردان: به همراه مراد فرهادپور،  گام نو، ۱۳۸۳
- قانون و خشونت؛ جورجو آگامبن، کارل اشمیت، والتر بنیامین، هانا آرنت، اسلاوی ژیژک، ژاک رانسیر، ژاک دریدا، شانتال موفه، گری اولمن، نوربرت الیاس، به همراه مراد فرهادپور، صالح نجفی، ۱۳۸۷
- ناخوش‌آیندی‌های فرهنگ؛ زیگموند فروید. ۱۳۸۳
- تنهایی دم مرگ؛ نوربرت الیاس، به همراه صالح نجفی،  گام نو، ۱۳۸۴
- عروسک و کوتوله: مقالاتی در باب زبان و تاریخ؛ والتر بنیامین، به همراه صالح نجفی،  گام نو، ۱۳۸۵
- وسایل بی‌هدف؛ جورجو آگامبن، به همراه صالح نجفی، ۱۳۸۷
- تفکر نوکانتی: حلقهٔ مفقودهٔ نظریهٔ انتقادی؛ اندرو آراتو،  گام نو. ۱۳۸۵
- فرهنگ و ارزش؛ لودویگ ویتگنشتاین، گردآورنده: هیکی نیمان، گئورگ هنریک فون رایت،  گام نو. ۱۳۸۷
- درس‌گفتارهای زیبایی‌شناسی ویتگنشتاین؛ لودویگ ویتگنشتاین. ۱۳۸۱
- از شعر مدرن: ترجمه شعرهایی از والاس استیونس؛ والاس استیونز. ۱۳۸۷
- زبان و تاریخ، گزیدهٔ مقالات فلسفی؛ والتر بنیامین. ۱۳۸۱
- لودویگ ویتگنشتاین، نامه‌هایی به پائول انگلمان و لودویگ فون فیکر، ۱۳۸۱
- زیبایی‌شناسی انتقادی: گزیدهٔ نوشته‌هایی در باب زیبایی‌شناسی از والتر بنیامین، هربرت مارکوزه و تئودور آدورنو،  گام نو. ۱۳۸۴
- مقاله روانکاوی و مفهوم شر از منسل پاتیسن، نشریه ارغنون، شماره ۲۲.

### تألیف
- الاهیات ترجمه: والتر بنیامین و رسالت مترجم؛ امید مهرگان، ۱۳۸۷
- تفکر اضطراری؛ امید مهرگان،  گام نو، ۱۳۸۸
- تک‌گویی فرجامین: گزیدهٔ مقالات مسعود یزدی. گردآوری: امید مهرگان، ۱۳۸۶
- ایده‌های منثور؛ امید مهرگان، روزبهان، ۱۳۹۰